# Someone in Control
Someone in Control è il terzo album in studio del gruppo musicale hard rock statunitense Trapt, pubblicato nel 2005.

## Tracce
1. Disconnected (Out of Touch) – 3:47
2. Waiting – 3:50
3. Victim – 3:59
4. Stand Up – 3:59
5. Lost Realist – 4:06
6. Skin Deep – 3:45
7. Influence – 4:09
8. Repeat Offender – 3:16
9. Bleed Like Me – 3:27
10. Use Me to Use You – 3:29
11. Product of My Own Design – 3:32

## Formazione
- Chris Brown - voce
- Simon Ormandy - chitarra
- Pete Charell - basso
- Aaron "Monty" Montgomery - batteria, percussioni